# ضرما
ضرما (به عربی: ضرما) یک شهرک کوچک در عربستان سعودی است که در استان ریاض واقع شده‌است.

## خصوصیات
ضرما ۱۰٬۲۶۷ نفر جمعیت دارد.